# Portland Timbers
Portland Timbers är en professionell fotbollsklubb i Portland i Oregon i USA som spelar i Major League Soccer (MLS).
Klubben grundades den 20 mars 2009 och ersatte en klubb med samma namn som spelade en nivå under MLS. Klubben är den fjärde i Portland att bära smeknamnet Timbers, varav den första spelade i North American Soccer League (NASL) med början 1975. Sin första säsong i MLS gjorde klubben 2011. Redan under klubbens femte säsong 2015 vann man ligamästerskapet MLS Cup.
Klubbens hemmaarena är Providence Park, som anpassades för fotboll inför klubbens första säsong i MLS 2011.
Klubbens färger är grönt och gult.

## Historia
Debutsäsongen i MLS 2011 bjöd på varierande resultat. Till slut missade också Portland slutspelsplatsen, efter att ha hamnat fyra poäng bakom New York Red Bulls. Säsongen 2012 blev i sin tur smått katastrofal, då Portland slutade på en 17:e plats av 19 lag. Därefter skulle det dock vända.
Under vintern anställdes Caleb Porter som ny tränare, och han fick fart på laget under deras tredje MLS-säsong. Efter att bland annat ha genomgått en 15 matcher lång obesegrad svit kunde Portland Timbers kamma hem förstaplatsen i Western Conference och slutade på en tredjeplats i MLS. Därmed var de klara för sitt första slutspel någonsin.
Väl i slutspelet lyckades man också slå ut ärkerivalen Seattle Sounders, innan Real Salt Lake blev för svåra i semifinalen av MLS-Cup.
Efter ännu ett bakslag 2014, då Portland aldrig återhämtade sig från en svag säsongsstart, som innebar ännu ett missat slutspel. Skulle klubbens främsta framgång komma 2015, då de gick hela vägen och vann MLS Cup.
Klubben avslutade ligasäsongen starkt och tog med sig den fina formen in i slutspelet. De gick därefter obesegrade genom hela slutspelet – där de i tur och ordning avfärdade Sporting Kansas City, Vancouver Whitecaps och FC Dallas - innan Columbus Crew väntade i final. Bara 27 sekunder in på finalen gav Diego Valeri, som tidigare valts till årets MVP, Portland ledningen. I den sjunde matchminuten utökade sedan Rodney Wallace ledningen till 2-0. Även om Columbus därefter reducerade till 2-1 kom de aldrig tillbaka, utan istället kunde Portland Timbers-spelarna fira sin första MLS Cup-titel.
Likt efter det första slutspelet följdes en succésäsong av en mindre framgångsrik sådan. Trots att Portland klev in i MLS som regerande mästare 2016 förmådde de inte att nå slutspelet, utan istället var säsongen över redan när grundserien var avklarad.
En ny lyckad säsong följde 2017, då Portland för andra gången vann Western Conference. Slutspelet blev dock en besvikelse den här gången, då klubben åkte ut redan i kvartsfinalen mot Houston Dynamo. Efter säsongens slut kom så beskedet att guldtränaren Caleb Porter väljer att lämna klubben, efter fem år vid styret.
I februari 2018 skrev Samuel Armenteros på för klubben, och blev därmed första svensk i Portland Timbers sedan inträdet i MLS 2011.

## Spelartrupp
| 1  | USA       | David Bingham    | 19 oktober 1989  | Los Angeles Galaxy (-22) |
| 26 | USA       | Hunter Sulte     | 25 april 2002    | Portland Timbers         |
| 31 | Slovenien | Aljaž Ivačič     | 29 december 1993 | Olimpija Ljubljana (-19) |
| -  | USA       | Justin vom Steeg | 5 april 1997     | Los Angeles Galaxy (-22) |

| 2  | Mexiko         | Josecarlos van Rankin | 14 maj 1993      | Chivas (-21)                  |
| 5  | Argentina      | Claudio Bravo         | 13 mars 1997     | Banfield (-21)                |
| 13 | Kroatien       | Dario Župarić         | 3 maj 1992       | Rijeka (-20)                  |
| 18 | USA            | Zac McGraw            | 8 juni 1997      | Army West Point (-20)         |
| 28 | Venezuela      | Pablo Bonilla         | 2 december 1999  | Deportivo La Guaira (-20)     |
| 33 | Kongo-Kinshasa | Larrys Mabiala        | 8 oktober 1987   | Kayserispor (-17)             |
| -  | USA            | Justin Rasmussen      | 15 december 1998 | Grand Canyon University (-22) |

| 10 | Argentina   | Sebastián Blanco  | 15 mars 1988    | San Lorenzo (-17)            |
| 19 | USA         | Eryk Williamson   | 11 juni 1997    | University of Maryland (-18) |
| 20 | USA         | George Fochive    | 24 mars 1992    | Bnei Yehuda (-21)            |
| 21 | Colombia    | Diego Chará       | 5 april 1986    | Deportes Tolima (-11)        |
| 22 | Paraguay    | Cristhian Paredes | 18 maj 1998     | Club América (-18)           |
| 23 | Colombia    | Yimmi Chará       | 2 april 1991    | Atlético Mineiro (-20)       |
| 24 | Argentina   | David Ayala       | 26 juli 2002    | Estudiantes (-22)            |
| 25 | Nya Zeeland | Bill Tuiloma      | 27 mars 1995    | Marseille (-17)              |
| 30 | Colombia    | Santiago Moreno   | 21 april 2000   | América de Cali (-21)        |
| 44 | Costa Rica  | Marvin Loría      | 24 april 1997   | Saprissa (-18)               |
| 98 | USA         | Blake Bodily      | 13 januari 1998 | Washington Huskies (-20)     |

| 9  | Chile    | Felipe Mora       | 2 augusti 1993   | UNAM (-20)                         |
| 11 | Polen    | Jarosław Niezgoda | 14 december 1995 | Legia Warszawa (-20)               |
| 17 | USA      | Tega Ikoba        | 14 augusti 2003  | University of North Carolina (-22) |
| 27 | Colombia | Dairon Asprilla   | 25 maj 1992      | Atlético Nacional (-15)            |